# Rhododendron fortunei
Rhododendron fortunei er en stdsegrøn busk med en opret, én- til flerstammet, træagtig vækst, som er åben og etagedelt. Den er hjemmehørende i Kina og kan vokse på kalkrig bund.

## Beskrivelse
Barken er først lysegrøn og svagt håret, men senere bliver den lysebrun. Gamle grene kan blive grå og afskallende i barken. Knopperne er spredtstillede, lysegrønne og spidst ægformede, og de fleste er samlet i bundter ved skudspidserne, hvor den endestillede blomsterknop er klart størst. 
Bladene er ovale, læderagtige og lidt hængende. Oversiden er mat grøn, mens undersiden er gulgrøn. Blomstringen sker sidst i maj til først i juni. De klokkeformede, hvide-lysviolette eller svagt rosa blomster har flødefarvet svælg, og de er samlet i endestillede stande med 8-12 blomster. Frugterne er tørre kapsler.
Rodnettet er meget tæt forgrenet med filtagtige finrødder. Planten er afhængig af symbiose med mykorrhiza-svampe.
Højde x bredde og årlig tilvækst: 5,00 x 3,50 m (20 x 15 cm/år).

## Hjemsted
Arten hører hjemme i Kinas Sichuan- og Hunanprovinser, hvor den vokser som underskov i 600-900 meters højde. I modsætning til de fleste andre Rododendron-arter er denne tolerant over for et højt kalkindhold i jorden. 
I nærheden af Qiangdao og Yantai i Shandong provincen findes den sammen med bl.a. Almindelig Kiwi, Aesculus chinensis, Chimonanthus praecox, Hydrangea chinensis, Liriodendron chinense, Magnolia denudata og Magnolia officinalis.

## Taxonomi
Rhododendron discolor står meget tæt på Rhododendron fortunei, og de kan kun adskilles fra hinanden ved, at R. discolor har forholdsvist smallere blade.